# Rico Göde
Rico Göde (* 13. April 1982 in Dresden) ist ein deutscher Handballspieler und -trainer.
Der 2,07 Meter große Kreisläufer spielte bei den Vereinen ESV/HSV Dresden und ab Juli 2001 beim 1. SV Concordia Delitzsch, bevor er im Juli 2006 zum Stralsunder HV kam. Seinen bis Sommer 2008 laufenden Vertrag beim SHV verlängerte der Rechtshänder nicht; stattdessen lief er seit der Saison 2008/09 für den Bundesligisten Füchse Berlin auf. Zur Saison 2010/11 wechselte Göde von Berlin zur HSG Ahlen-Hamm, von wo er im November 2010 während der laufenden Saison zum HC Empor Rostock wechselte. Ab dem Sommer 2012 lief er für den SC DHfK Leipzig auf. Zur Saison 2014/15 wechselte er zum Drittligisten HC Elbflorenz. Ab der Saison 2017/18 war er beim HC Elbflorenz als Co-Trainer tätig. Weiterhin steht er der Mannschaft als Backup-Spieler zur Verfügung. Nach der Entlassung von Christian Pöhler übernahm er am 17. April 2019 den Trainerposten. Nach der Saison 2022/23 gab Göde das Traineramt ab und übernahm den Posten des Sportlichen Leiters beim HC Elbflorenz.
Für die deutsche Männer-Nationalmannschaft bestritt er zwei Spiele.